# أشلي بيك
أشلي بيك (بالإنجليزية: Ashley Beck)‏ هو لاعب اتحاد الرغبي بريطاني، ولد في 15 أبريل 1990 في نيث ‏ في المملكة المتحدة.